# Culinas
Os Culinas ou Kulina são um grupo indígena que habita o sudoeste do estado brasileiro do Amazonas, nas margens dos rios Juruá e Purus, nas Terras Indígenas Cacau do Tarauacá, Deni, Juruá, Kulina do Médio Juruá,  Kulina do Médio Jutaí, Kumaru do Lago Uala, Riozinho e Vale do Javari, e o centro do Acre, nas Terras Indígenas Alto Rio Purus, Kulina do Igarapé do Pau e Kulina do Rio Envira. O grupo de autodenomina como madiha (pronuncia-se "madirrá")

## Cultura
São agricultores e caçadores, dominam as técnicas de cultivo e fiação do algodão produzindo roupas e artesanato. Anteriormente viviam em grandes casas coletivas, atualmente adotaram residências construídas sobre pilotis, nos moldes regionais das habitações dos seringueiros amazônicos. Contudo ainda persiste a residência nos moldes de "família ampliada" um patriarca que convive com os seus netos e genros (cerca de 20 pessoas) já ocorrendo as residências individualizadas do casal com filhos e  seus roçados. 
Em pesquisa recente Haverroth com os Culina (Madija) do Alto Rio Envira, Estado do Acre, registrou clareiras, com áreas variando de 50 m2 a 2 ha, onde três e quinze espécies são cultivadas. Além dos plantios para subsistência, segundo ele o grupo cultiva diversas espécies para fins terapêuticos, cerca de 200 morfotipos vegetais da floresta (não se diz ‘espécies’ porque poucas foram identificadas taxonomicamente), considerando naturalmente há espécies com papel medicinal e com papel agroecológico, como controle de pragas e insetos, "dar força para as outras ou plantas companheiras”. Observou também o cultivo (ou tolerância de plantas espontâneas) de 30 espécies.  

## Xamanismo e etnomedicina
As práticas de cura ou xamanismo entre os Culinas são praticamente masculinas, os "dsopinejés" (xamãs) são capazes de causar ou curar doenças. Na "guerra" espiritual os xamãs podem enviar pedras - feitiço ou "doris" a seus inimigos. Entretanto, segundo, Silva, o ato ou ritual de cura requer a presença feminina, pois apesar de ser o homem quem dirija o ritual, ele é composto por cantos junto ao doente e, sem as mulheres (que participam ativamente dos cânticos), a cura não acontece. . Além dos “doris” os culinas distinguem as causas externas das doenças, zamakoma/ dsamacoma (zama / dsama ou mato, komade ou doer) ou seja os ferimentos de acidentes, picadas de insetos, cobras, etc., que atingem a parte externa do corpo, os órgãos internos são invisíveis. Na língua culina, existe um só verbo para expressar dor e doença: "koma" ou doer, estar doente. A doença, para eles, está estreitamente ligada à dor, a gravidade corresponde à intensidade da dor 
Segundo Gordon  os os "dsopinejés" (xamãs) extraem através de sucção e massagens (esfregamento) os "doris" ou pedras causadoras das doenças. Em sua cosmologia os seres humanos, bichos e plantas vivem em "nami" ("terra"), enquanto que os espíritos ocupam o mundo subterrâneo, "nami budi". Somente os xamãs ou pajés ("dsopinejés") tem acesso a este mundo subterrâneo, aonde vão transformados em animais, assumindo a forma de seu tokorimé (espírito-imagem duplo) normalmente o queixada ou pecari). Para eles existem uma equivalência entre espíritos e animais, os animais são espirito transformados . Gordon (oc.) descreve a crença, relatada, de que os pecaris são os mortos culina transformados, após terem descido ao mundo subterrâneo ("nami budi") onde vivem também como "toccorime", (seres de transparência absoluta). São essas  “imagens incorpóreas” (os "toccorime") dos pecaris que devoram os mortos culina e os transformam em pecaris.
Os pajés (também chamados "marinahua") dominam a arte de sonhar e transe que proporciona visões com auxílio do rapé.  Entre as  plantas psicoativas que conhecem estão o "rami" ("ayahuasca"), o tabaco. Lorrain  observa que um mesmo vocábulo "comene" é utilizado (pelas mulheres) para descrever a sensação de dor, orgasmo (feminino) doença (em tupi "karuara") ou efeitos (embriaguez) das bebidas fermentadas (cerveja de mandioca), do tabaco ou da ayahuasca (rami). O estado subjetivo de "sentir-se doente" é também referido como e entre eles "kidza".  É a ayahuasca (rami) e os sonhos o que permitem ao xamã o deslocamento ao mundo dos espíritos, o lugar para onde vão os mortos e onde se originam os animais que eles caçam para sobreviver. Lamb refere-se à ayahuasca como auxiliar na localização dos locais de caça e compreensão do futuro   Alguns pesquisadores afirma que o uso da ayahuasca foi adquirido dos caxinauás O tabaco é utilizado tanto fumado no ritual como em rapé e em oferendas. Para Pollock os cânticos e o tabaco são os elementos essenciais no ritual de cura. 

### A música no xamanismo Kulina
A categoria de música ritualística chama-se ajie ("arrié"), que pode ser traduzido como música lendária. Muitos ajie são antigos e de cunho xamanístico, e normalmente são usados em sessões de cura para extrair o feitiço ("dori") do corpo do doente, conforme procedimentos similares descritos em outras etnias.
Segundo os kulina, nessas sessões as canções de cura que são cantadas pelo xamã e pelas mulheres, em grupo, são inseridas no corpo do doente, das canções. As cerimônias de cura são acompanhadas de defumações de tabaco, resultando às vezes, após noites de trabalho, na remoção de um pequeno objeto, normalmente uma pequena pedra ou uma espinha de peixe que se encontrava dentro do corpo do doente e, segundo a crença indígena, causava a doença. Esse objeto teria sido jogado, como um dardo, por um xamã de outro sib ou de outra etnia.
Como um domínio masculino, os cantos xamânicos (de ajie) e os cantos de rami jinede (os mariri rami) são criados apenas por homens, xamãs a maior parte das vezes ou pretendentes a sê-lo. Durante o mariri rami há um mestre cantor especialista, aquele que sabe e canta as estrofes que são repetidas pelos outros participantes da cerimônia, mais ou menos uma hora após a ingestão da infusão de ayahuasca. Já nos rituais xamanísticos, toccorimecca ajie ("cantos do espírito"), há a participação ativa das mulheres, que cantam para domesticar o dori selvagem do corpo do doente, canções essas que são ensinadas e ensaiadas pelo xamã para esse fim.
Está implícita na ideia de atirar um dori em alguém a noção de que, apesar de se tratar de um objeto independente, ele carrega as características de quem o atirou. São os cantos que irão proporcionar a cura, através da domesticação desse dori, primeiro através dos tokorime (espíritos que os controlam), seguidos das canções que ensinam ao elemento estranho, causador do desequilíbrio, a harmonizar-se no novo sistema de reciprocidades e dele passar a fazer parte.
O xamã precisa possuir conhecimento e controle sobre suas duas polaridades: a selvagem e a domesticada. É com o dori selvagem que ele poderá causar doenças, pois xamãs também são, noutro plano, guerreiros, e em caso de rivalidades ou da necessidade de praticar atos negativos usam seu poder para enviar ou devolver o dori ao inimigo. Como o próprio xamã possui dentro de si o dori, é apenas sua extrapolação dos limites da sociabilidade que o transforma em desequilíbrio e doença: apenas para quem lhe é estranho atua causando doença.
Ainda como elementos de comparação, estão certas atitudes em relação ao dori. O ato de mandá-lo a alguém (ou para uma aldeia) é individual e masculino, pois é o xamã quem solitariamente envia o dori. Os xamãs são na sua quase totalidade homens, no entanto o ato de curar e transformar é coletivo, e basicamente feminino, pois embora seja o xamã quem dirija o ritual, ele é composto por muitas mulheres em grupo, cantando junto ao doente. Sem elas, a cura não acontece. Nesse sentido, a doença é criada por um único indivíduo, representando a natureza exterior, distante daquele que a recebe (a floresta, a tribo distante, o inimigo desconhecido, de fora do seu próprio sistema de reciprocidade), e a saúde pelo coletivo, pela cultura.